# Григорьев, Константин Андреевич (генерал)
Константин Андреевич Григорьев (1848—1902) — генерал-майор Русской императорской армии, техник-артиллерист, начальник Киевского арсенала.

## Биография
Константин Григорьев родился 16 апреля 1848 года; воспитывался в Новгородском графа Аракчеева кадетском корпусе, затем учился военному делу в Павловском военном и Михайловском артиллерийском училищах; в 1869 г. выпущен подпоручиком в 2-ю конноартиллерийскую бригаду, а в 1875 году успешно окончил Михайловскую военную артиллерийскую академию.
Совместно с гвардейским штабс-капитаном (потом генерал-майором) И. Д. Симановским Григорьев в 1879-83 гг. составил описания и нормальные чертежи лафетов, передков и зарядных ящиков образца 1877-79 гг. Издание этого атласа и описаний было принято к руководству при приготовлении материальной части артиллерии, послужив образцом для позднейших изданий подобного рода.
Будучи большим знатоком кузнечного дела, К. А. Григорьев в 1890 году устроил в Санкт-Петербургском арсенале оригинально спроектированную им регенеративную сварочную печь, работа с которой дала казне более 50 % экономии. Всецело отдаваясь арсенальному делу, Григорьев, во время службы в столичном арсенале, в течение ряда лет руководил практическими занятиями в арсенале офицеров-слушателей Михайловской военной артиллерийской академии.
В Брянском арсенале, в должности помощника начальника (1890—1901), Григорьев очень много сделал для рациональной постановки колесного кузнечного и шорного производств. В 1896 году, во время исправления Григорьевым должности начальника арсенала, в Брянске произошла катастрофа, вызванная стихийной причиной (прорывом артезианского колодца), — провал значительной части арсенальной кузницы; при этом исключительно благодаря особой энергии и технической опытности Григорьева, быстро организовавшего кузнечные работы во временных помещениях, деятельность арсенала почти не прерывалась, и выполнение спешных нарядов шло безостановочно.
В 1900—1901 гг. Григорьев, получивший в артиллерийских кругах большую известность как выдающийся военный техник, был вызван командованием в Санкт-Петербург для разработки вопросов, касающихся снабжения полевой артиллерии скорострельными пушками, и им были детально разработаны проекты необходимого дополнительного оборудования арсенальных мастерских. Установка и наладка этого производства была выполнена под непосредственным его руководством.
Константин Андреевич Григорьев умер в 1902 году, состоя в должности начальника Киевского арсенала.
В начале XX века на страницах Военной энциклопедии Сытина были написаны следующие слова о нём: «Григорьев оставил по себе светлую память и, как ученый артиллерист, проникнутый просвещенными традициями 1860-х гг., и, как гуманный начальник».

## Награды
- Орден Святого Станислава 3-й степени (1883).
- Орден Святой Анны 3-й степени (1888).
- Орден Святого Станислава 2-й степени (1894).
- Орден Святой Анны 2-й степени (1898).